# Traité de Varsovie (1768)
Pour les articles homonymes, voir Traité de Varsovie.
Le traité de Varsovie, signé le 24 février 1768 sous la pression des pays voisins de la république des Deux Nations, rétablit la liberté de culte public et les droits civiques des dissidents (c'est-à-dire de ceux qui ne suivaient pas la religion majoritaire de l'État, autrement dit les non-catholiques). 
L'article 1 du traité a été inclus dans les lois cardinales de 1768. Il stipulait notamment que :

§ 1. La foi catholique romaine est religion d'État. 

§ 2. Le seul roi de Pologne ne peut être que catholique romain. Il peut être une reine. Un dissident ne saurait être couronné. 

§ 3. La transition de l'église romaine à une autre religion, est déclarée comme une infraction pénale dans toute l'étendue du royaume .
Le traité a été signé par le primat Gabriel Podoski et les évêques Antoni Ostrowski, Andrzej Młodziejowski et Stefan Giedroyć. Il a contribué à renforcer les brimades à l'encontre des protestants polonais.
Par ce traité, la Russie se porte garante de l'inviolabilité des frontières de la République.